# Kongenitale Dyserythropoetische Anämie
Der Begriff Kongenitale Dyserythropoetische Anämie, englisch Congenital dyserythropeietic anemia (CDAN), umfasst eine Gruppe von seltenen angeborenen Erkrankungen mit bereits im Kindesalter auffallender ungenügender Produktion von roten Blutkörperchen.

## Verbreitung
Die Häufigkeit wird mit 1–9 zu 1.000.000 angegeben.

## Klassifizierung
Nach dem zugrundeliegenden genetischem Defekt werden folgende Formen unterschieden:
- Typ I CDAN1 mit Mutationen im CDAN1-Gen an der Location 15q15, welches für Codanin-1 kodiert, autosomal-rezessiv[2]
- Typ II CDAN2 mit Mutationen im SEC23B-Gen an der Location 20p11.2, autosomal-rezessiv[3]
- Typ III CDAN3 mit Mutationen im KIF23-Gen an der Location 15q21,  autosomal-dominant[4]
- Typ IV CDAN4 mit Mutationen im KLF1-Gen an der Location 19p13.13-p13.12[5]

## Klinische Erscheinungen
Gemeinsame klinische Befunde sind:
- Anämie in unterschiedlicher Schwere
- intermittierender Ikterus, Spleno- und Hepatomegalie

Typ I und II entwickeln eine zunehmende Eisenspeicherung. CDA I ist oft mit Dysmorphien verbunden, vor allem der Finger.

## Differentialdiagnostik
Abzugrenzen ist die Thrombozytopenie mit kongenitaler dyserythropoetischer Anämie sowie die Hereditäre Elliptozytose.

## Therapie
Die Behandlung erfolgt im Wesentlichen symptomatisch, aber beim Typ I kann die Gabe von Alpha-Interferon hilfreich sein.